# 竹塹城拱辰門
竹塹城拱辰門，是竹塹城北側城門。城門樓高二丈零九寸(6.69公尺)。

## 歷史
興建於道光七年(西元1827年)至九年(西元1829年)，由羅秀麗、陳光議、鄭琛等建。
1900年，北門街金德美大火，延燒至拱辰門，全毀。
1903年起，因實施「市區改正」，城牆遭拆毀。

## 特色
北門是當時北上艋舺的官道以及城內通往舊港的主要通道，也是城廂西部和北部居民進出竹塹城的重要途徑。其地理位置優越，城門外有長和宮，城內有城隍廟，兩者之間由北門街連接。基於其重要性，為了加強防禦竹塹城的商業區域，北門城樓上設置了兩座砲台。